# 豊玉北
豊玉北（とよたまきた）は、東京都練馬区の町名。現行行政地名は豊玉北一丁目から豊玉北六丁目。住居表示実施済区域。

## 地理
北部を練馬・豊玉上、南部を豊玉中・中野区江古田、東部を旭丘・中野区江原町、西部を中村・中村北と接する。
都営地下鉄大江戸線の練馬駅と新江古田駅が町内にある。西武池袋線練馬駅は北隣りである練馬の町域にある。
また、町内には練馬区役所を始め、練馬警察署や練馬消防署など、公共機関が集中している。
町中央部を東西に目白通りが、南北に環状七号線が通っている。

### 地価
住宅地の地価は、2025年（令和7年）1月1日の公示地価によれば、豊玉北4-25-5の地点で66万8000円/m2、豊玉北6-16-13の地点で63万2000円/m2となっている。

## 歴史

### 治安・風紀の維持
2012年、東京都は豊玉北五丁目を都迷惑防止条例に基づき、客引きやスカウトのみならず、それらを行うために待機する行為なども禁止する区域に指定した。

## 風物詩
11月の酉の日に町内の練馬大鳥神社で酉の市が催される。熊手や提灯等を売る店が出て賑わう。

## 世帯数と人口
2025年（令和7年）4月1日現在（練馬区発表）の世帯数と人口は以下の通りである。
| 丁目         | 世帯数     | 人口     |
| ------------ | ---------- | -------- |
| 豊玉北一丁目 | 1,731世帯  | 2,627人  |
| 豊玉北二丁目 | 1,701世帯  | 2,638人  |
| 豊玉北三丁目 | 2,314世帯  | 3,293人  |
| 豊玉北四丁目 | 2,907世帯  | 4,272人  |
| 豊玉北五丁目 | 2,687世帯  | 3,841人  |
| 豊玉北六丁目 | 1,969世帯  | 3,320人  |
| 計           | 13,309世帯 | 19,991人 |

### 人口の変遷
国勢調査による人口の推移。
| 年                 | 人口   |
| ------------------ | ------ |
| 1995年（平成7年）  | 15,057 |
| 2000年（平成12年） | 15,673 |
| 2005年（平成17年） | 16,895 |
| 2010年（平成22年） | 18,276 |
| 2015年（平成27年） | 18,946 |
| 2020年（令和2年）  | 20,940 |

### 世帯数の変遷
国勢調査による世帯数の推移。
| 年                 | 世帯数 |
| ------------------ | ------ |
| 1995年（平成7年）  | 7,692  |
| 2000年（平成12年） | 8,598  |
| 2005年（平成17年） | 9,591  |
| 2010年（平成22年） | 10,951 |
| 2015年（平成27年） | 11,123 |
| 2020年（令和2年）  | 13,391 |

## 学区
区立小・中学校に通う場合、学区は以下の通りとなる（2022年7月現在）。
| 丁目         | 街区             | 小学校                 | 中学校                 |
| ------------ | ---------------- | ---------------------- | ---------------------- |
| 豊玉北一丁目 | 全域             | 練馬区立豊玉東小学校   | 練馬区立豊玉第二中学校 |
| 豊玉北二丁目 | 全域             | 練馬区立豊玉東小学校   | 練馬区立豊玉第二中学校 |
| 豊玉北三丁目 | 3〜15番          | 練馬区立豊玉東小学校   | 練馬区立豊玉第二中学校 |
| 豊玉北三丁目 | 1〜2番 16〜30番  | 練馬区立豊玉第二小学校 | 練馬区立豊玉第二中学校 |
| 豊玉北四丁目 | 全域             | 練馬区立豊玉第二小学校 | 練馬区立豊玉第二中学校 |
| 豊玉北五丁目 | 1〜7番 14番      | 練馬区立豊玉第二小学校 | 練馬区立豊玉第二中学校 |
| 豊玉北五丁目 | 8〜13番 15〜32番 | 練馬区立豊玉小学校     | 練馬区立豊玉中学校     |
| 豊玉北六丁目 | 全域             | 練馬区立豊玉小学校     | 練馬区立豊玉中学校     |

## 交通

### 鉄道
- 練馬駅、新江古田駅
  - 都営地下鉄大江戸線 - 六本木・大門方面行、清澄白河行
  - 新江古田駅は豊玉北、中野区江原町の境界線に存在する。
- 西武鉄道（池袋線、豊島線、有楽町線）の練馬駅の所在地は練馬になる。

### バス

#### 路線バス
- 練馬駅前通り停留所
  - 荻07系統 - 荻窪駅北口行（関東バス）
  - 上板02系統 - 練馬区役所行、上板橋駅行（国際興業バス）
  - 練42系統 - 成増町行、南田中車庫行（西武バス）
- 練馬駅前停留所（関東バス）
  - 高60系統 - 高円寺駅北口行
- 練馬区役所停留所（国際興業バス）
  - 光03系統 - 練馬区役所前行、光が丘駅行
  - 光03-2系統 - 練馬区役所前行、練馬光が丘病院行
  - 上板02系統 - 上板橋駅行
- 練馬区役所入口停留所
  - 赤01系統 - 練馬駅行、赤羽駅西口行（国際興業バス）
  - 練42系統 - 練馬駅行、成増町行（西武バス）
  - 練43系統 - 練馬駅行、南田中車庫行（西武バス）
- 練馬区役所前停留所
  - 荻07系統 - 練馬駅行、荻窪駅北口（関東バス）
  - 中92系統 - 練馬駅行、中野駅南口行（京王バス）

#### 長距離・高速バス
- 練馬区役所前停留所
  - 上州名湯めぐり号 - 草津温泉バスターミナル行（JRバス関東）
  - 東京 - 長岡・新潟線（西武バス・新潟交通・越後交通[14]）
  - 東京 - 上越線（西武バス・越後交通・頸城自動車）
  - 東京 - 富山・高岡・氷見線（西武バス・富山地方鉄道）
  - 新宿・池袋 - 長野線（京王バス・長電バス・アルピコ交通）
  - 池袋 - 軽井沢・佐久・小諸・上田線（西武バス・西武観光バス・千曲バス）

### 主要道路
- 東京都道8号千代田練馬田無線（目白通り）
- 東京都道439号椎名町上石神井線（千川通り）
- 東京都道318号環状七号線（環七通り）

## 事業所
2021年（令和3年）現在の経済センサス調査による事業所数と従業員数は以下の通りである。
| 丁目         | 事業所数  | 従業員数 |
| ------------ | --------- | -------- |
| 豊玉北一丁目 | 83事業所  | 858人    |
| 豊玉北二丁目 | 58事業所  | 838人    |
| 豊玉北三丁目 | 70事業所  | 1,270人  |
| 豊玉北四丁目 | 155事業所 | 1,409人  |
| 豊玉北五丁目 | 448事業所 | 4,922人  |
| 豊玉北六丁目 | 183事業所 | 4,588人  |
| 計           | 997事業所 | 13,885人 |

### 事業者数の変遷
経済センサスによる事業所数の推移。
| 年                 | 事業者数 |
| ------------------ | -------- |
| 2016年（平成28年） | 946      |
| 2021年（令和3年）  | 997      |

### 従業員数の変遷
経済センサスによる従業員数の推移。
| 年                 | 従業員数 |
| ------------------ | -------- |
| 2016年（平成28年） | 10,234   |
| 2021年（令和3年）  | 13,885   |

## 施設

### 豊玉北一丁目
- 新江古田駅（都営地下鉄大江戸線）
- 練馬区立豊玉東小学校
- 東京教会（聖書キリスト教会）

### 豊玉北二丁目
- 練馬区立豊玉第二中学校
- 動画工房本社
- 三笠製薬本社
- 鈴茂器工東京事業所
- スズキアリーナ練馬(本社)/練馬営業所
- 東日本三菱自動車販売練馬店

### 豊玉北三丁目
- 豊玉北地区区民館
- 豊玉陸橋（環七通り）
- 桜台幼稚園
- トヨタモビリティ東京
  - 豊玉環七通り店（旧・東京トヨペット豊玉店）
  - 豊玉目白通り店（旧・ネッツトヨタ東京豊玉店）

### 豊玉北四丁目
- 東京都下水道局練馬出張所
- JA東京あおば豊玉キャッシュコーナー
- むさし保育園
- 豊中公園

### 豊玉北五丁目
- 練馬駅（都営地下鉄大江戸線）
- 練馬区豊玉保健相談所
- 警視庁練馬警察署
- 東京消防庁練馬消防署
- NTT練馬ビル
- 東京都練馬児童相談所
- 練馬区子ども家庭支援センター
- 西京信用金庫練馬支店
- 大和証券練馬支店
- ブロッコリー本社
- スタジオ雲雀本社
- 練馬駅前商店街
  - 練馬大鳥神社
  - 東神社
- ウエルシア豊玉目白通り店

### 豊玉北六丁目
- 東京都練馬都税事務所
- 練馬区役所
- 練馬区立練馬図書館
- 練馬郵便局
  - ゆうちょ銀行練馬店（本店練馬出張所）
- りそな銀行練馬支店
- 練馬区立第二保育園
- 業務スーパー練馬駅前店
- オオゼキ練馬店（練馬丸正跡地）
- 豊玉公園

## その他

### 日本郵便
- 郵便番号 : 176-0012[3]（集配局 : 練馬郵便局[17]）。